# Mbipia lutea
Mbipia lutea és una espècie de peix de la família dels cíclids i de l'ordre dels perciformes.

## Morfologia
- Els mascles poden assolir 13,3 cm de longitud total.
- Nombre de vèrtebres: 28-30.[2]

## Alimentació
Menja principalment algues, i, en segon terme, larves d'insectes.

## Hàbitat
És una espècie de clima tropical que viu entre 0-2 m de fondària.

## Distribució geogràfica
Es troba a Àfrica: llac Victòria (Tanzània).